# 季格兰·瓦尔丹·马尔季罗相
季格兰·瓦尔丹·马尔季罗相（羅馬化：Tigran Vardan Martirosyan，1983年3月3日—）是一名亚美尼亚男子举重运动员。他在2008年北京奥运原本获得一枚铜牌，后来由于原本获得银牌的安德烈·雷巴科夫未能通过药检而递补获得银牌。